# Вонсовский замок
Вонсовский замок (пол. Zamek w Wąsowie) — неоготический дворец в селе Вонсово (поль.) в гмине Куслин Новотомиского повета Великопольского воеводства в Польше. Несмотря на то, что здание часто называют замком, оно никогда не выполняло оборонительных функций.

## История

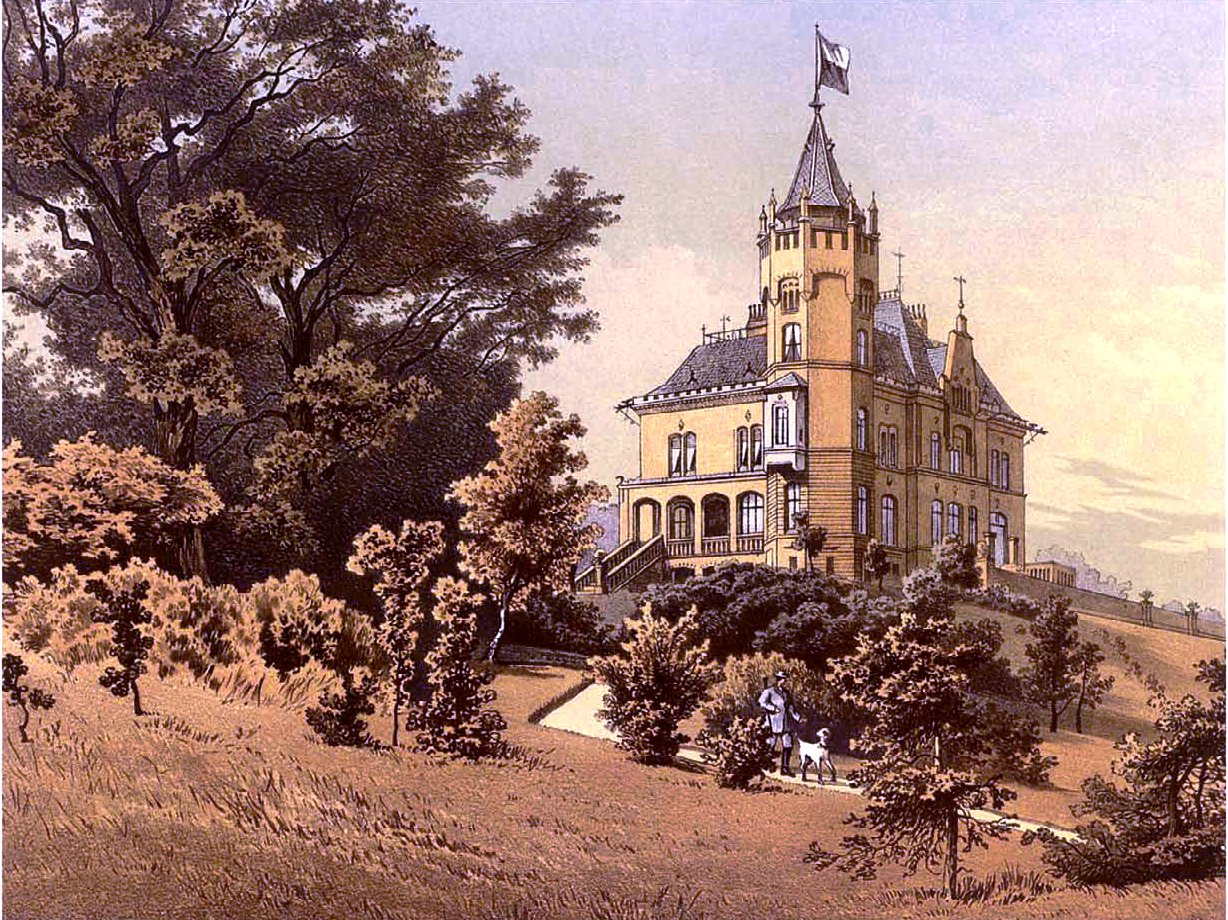
Вонсовский замок между 1857 и 1883 годами. Из коллекции Александра Дункера (нем.)

Дворец был построен в 1870—1872 годах по проекту берлинского архитектора Густава Эрдмана (нем.), сперва как неоготическая вилла для берлинского банкира Рихарда фон Гардта (нем.). Здание построили рядом со старым дворцом Щанецких (поль.) XVIII века.
В связи с запланированным визитом немецкого императора Вильгельма II в Вонсово около 1900 года вилла была перестроена, чтобы придать ей вид замка.

## Современность
19 февраля 2011 года значительная часть дворца сгорела во время пожара. Здание было восстановлено, в настоящее время в нем размещается гостиница и ресторан.

## Описание
Дворец расположен на холме и окружен ландшафтным парком с памятным деревьями, преимущественно дубами, липами и буками. Интерьеры репрезентативного первого этажа были расположены симметрично вокруг большого холла, из которого на второй этаж вела двухмаршевая лестница.